# Liste der Monuments historiques in Hautmont
Die Liste der Monuments historiques in Hautmont führt die Monuments historiques in der französischen Gemeinde Hautmont auf.

## Liste der Bauwerke
| Bezeichnung                 | Beschreibung   | Standort | Kennzeichnung | Schutzstatus | Datum | Bild           |
| --------------------------- | -------------- | --- | ------------- | ------------ | ----- | -------------- |
| Ehemalige Benediktinerabtei | Erbaut ab 1700 | 1, 3, 5, 5bis, 5ter, 7, 9, 11, 15, 17 place du Général-de-Gaulle 2, 4, 6, 8, 10, 12, 14, 16, 18, 20 rue Marcel-Aymé (Lage) | PA00107927    | Inscrit      | 1992  | weitere Bilder |
| Kapelle St-Éloi             |                | Avenue du Général-Leclerc (Lage)                                                                                           | PA59000111    | Inscrit      | 2005  |                |

## Liste der Objekte

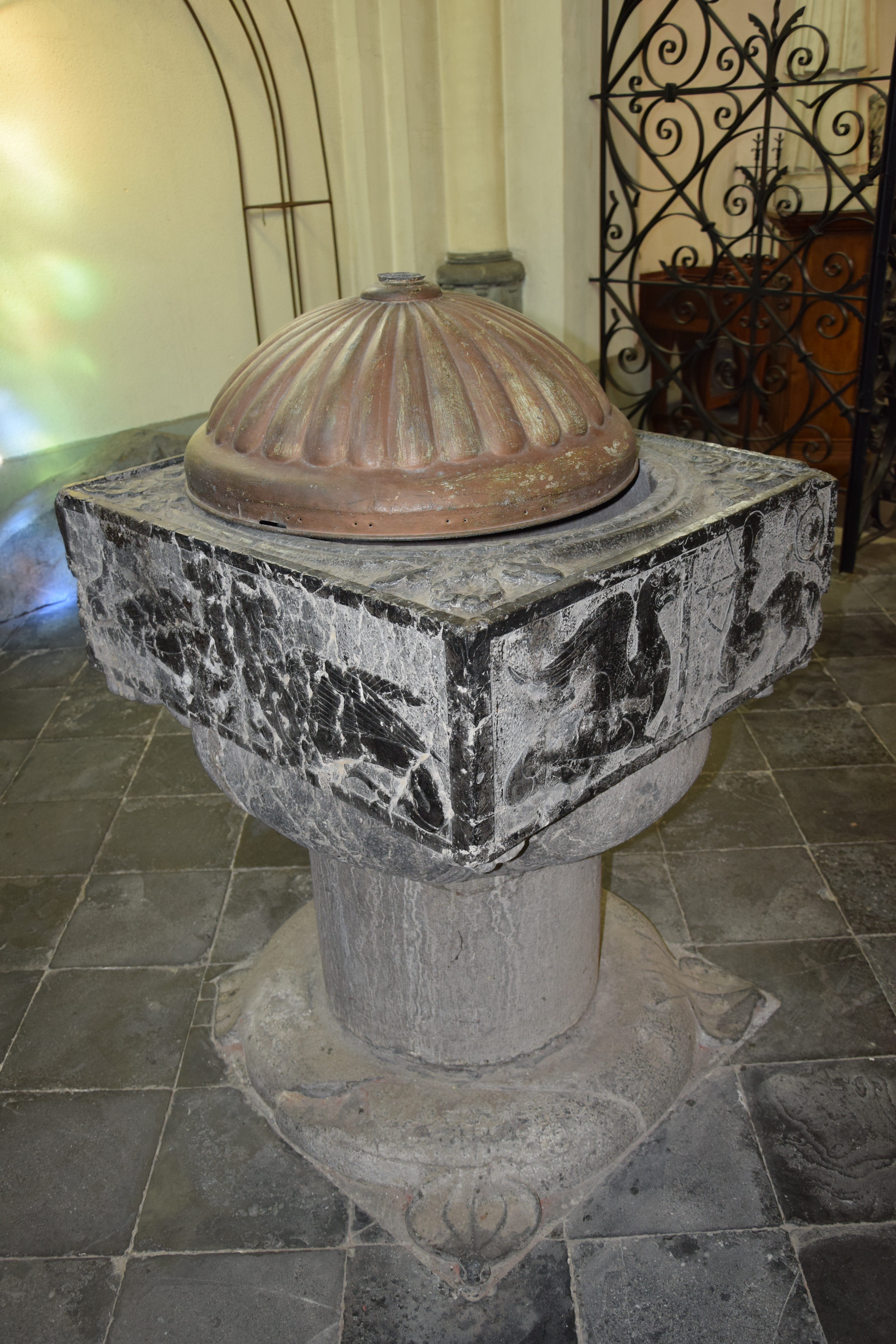
Taufbecken in Hautmont

- Taufbecken (Hautmont)